# Pas-de-Mâchoire
Pas-de-Mâchoire est le neuvième album de bande dessinée de la série Les Innommables.

## Synopsis
Sur une plage de Corée, une jeune pêcheuse fait la connaissance des Innommables. Ils sont en route pour trouver "Pas-de-Mâchoire", une sorcière capable de rendre son âme à une ani. Mac accepte de combattre les fantômes qui hantent Alix mais tout tourne mal lorsque celle-ci est rappelée par son maître, Poupée de Bronze, pour accomplir une nouvelle mission pour le parti.

## Personnages
- Kimchi : c'est une haenyo, une jeune pêcheuse d'algues et de coquillages Coréenne. Elle mène les Innommables à Pas-de-Mâchoire.
- Noktu : la dernière petite orpheline. c'est la seule que Tony n'aura pas su vendre.
- Tony : constamment sarcastique et négatif. C'est le barbu du trio. Il est aussi le souffre-douleur de Mac.
- Mac : c'est le leader du trio des Innommables. Il accepte de pénétrer dans l'esprit d'Alix pour combattre ses démons.
- Alix Yin Fu : ancienne espionne de la Chine communiste en mission à Hong Kong. Elle a une fille avec Mac. Elle est devenue une ani, une créature de la nuit retournée à sa sauvagerie primitive et manipulée par Poupée de Bronze.
- Timothy O'Rey : homme de petite taille, naïf comme un enfant. Il est toujours équipé d'une batte de baseball dont il sait très bien s'en servir. C'est le petit du trio.
- Raoul : la truie adoptive de Mac. Elle a une portée de quatre porcelets.
- Claire : Elle a suivi les innommables en Corée. Pas-de-Mâchoire veut s'emparer de son enveloppe corporelle.
- Zoé Raimundo : entomologiste. Elle fait des études sur les tiques. C'est la sœur du Père Zé.
- Pas-de-Mâchoire : vieille exorciste coréenne.
- Camarade Jen : chef du Gong An Ju (sorte de KGB chinois) de la Chine communiste en mission en Corée.
- Poupée de bronze : homme mystérieux. Il est capable de manipuler le K'i grâce à des techniques d'acupuncture.
- Colonel Lychee : tueur redoutable. Mac doit combattre son fantôme dans l'esprit d'Alix.
- Porte en Saindoux : ancienne matrone des filles du Lotus Pourpre. Son fantôme hante Alix.

## Éditions
- Pas-de-Mâchoire, Dargaud, 2000 : Première édition avec en supplément une version comics d'Aventure en jaune. Numéroté tome 8. Couverture avec Alix sur une moto à l'arrêt.
- Pas-de-Mâchoire, Dargaud, 2002 : réédition comme tome 9 avec nouvelle maquette et nouvelle couverture avec Tim chevauchant Raoul et poursuivant Alix qui pilote une moto.

### Documentation
- Nicolas Pothier, « Mors aux dents », BoDoï, no 30,‎ mai 2000, p. 8.